# 华南兔
华南兔（学名：Lepus sinensis）为兔科兔属的哺乳动物。其种加词“sinensis”意为“中华的”。

## 分布
分布于台灣本島和香港（香港已滅絕）以及中国大陆的吉林、江苏、安徽、浙江、湖北、江西、湖南、福建、广东、广西、贵州等地，主要生活于山野广泛栖息。该物种的模式产地在广州附近。
华南兔可能分布在越南，但是资料不足，无法确定是否是另一个亚种。

## 亚种
- 华南兔长白山亚种（学名：Lepus sinensis coreanus）。在中国大陆，分布于吉林等地。该物种的模式产地在韩国首尔。[3]
- 华南兔台湾亚种（学名：Lepus sinensis formosus）。分布于台灣本島等地。该物种的模式产地在台湾。[4]
- 华南兔指名亚种（学名：Lepus sinensis sinensis）。在中国大陆，分布于江苏、安徽、浙江、湖北、江西、湖南、福建、广东、广西、贵州等地。该物种的模式产地在广州附近。[5]

## 保护
本种于2023年被收录入《有重要生态、科学、社会价值的陆生野生动物名录》。